# Чаша из празема (Мизерони)
«Чаша из празема» (нем. Deckelschale) — чаша работы итальянского ювелира Гаспаро Мизерони (1518—1573). Создана между 1565 и 1570 годами в Милане. Хранится в Кунсткамере в Музее истории искусств, Вена (инвент. номер УК 2014).
Сосуд, вырезанный из редкого большого куска празема (зеленого кварца), выделяется контрастом между насыщенным темной зеленью камнем и золотым обрамлением, оживленным пестрой эмалью, переливами жемчуга на крышке и черными женскими бюстами на ониксовых камеях на ручке крышки. Необычный эффект создают два существа — полудраконы-полуженщины, образующие ручки сосуда. Благодаря своеобразной форме и богатой окраске они резко контрастируют с гладкими, но широкими стенками сосуда.
Чаша впервые упоминается в 1607/1611 году в описании коллекции императора Рудольфа II (1552—1612).